# Obidza (wieś)

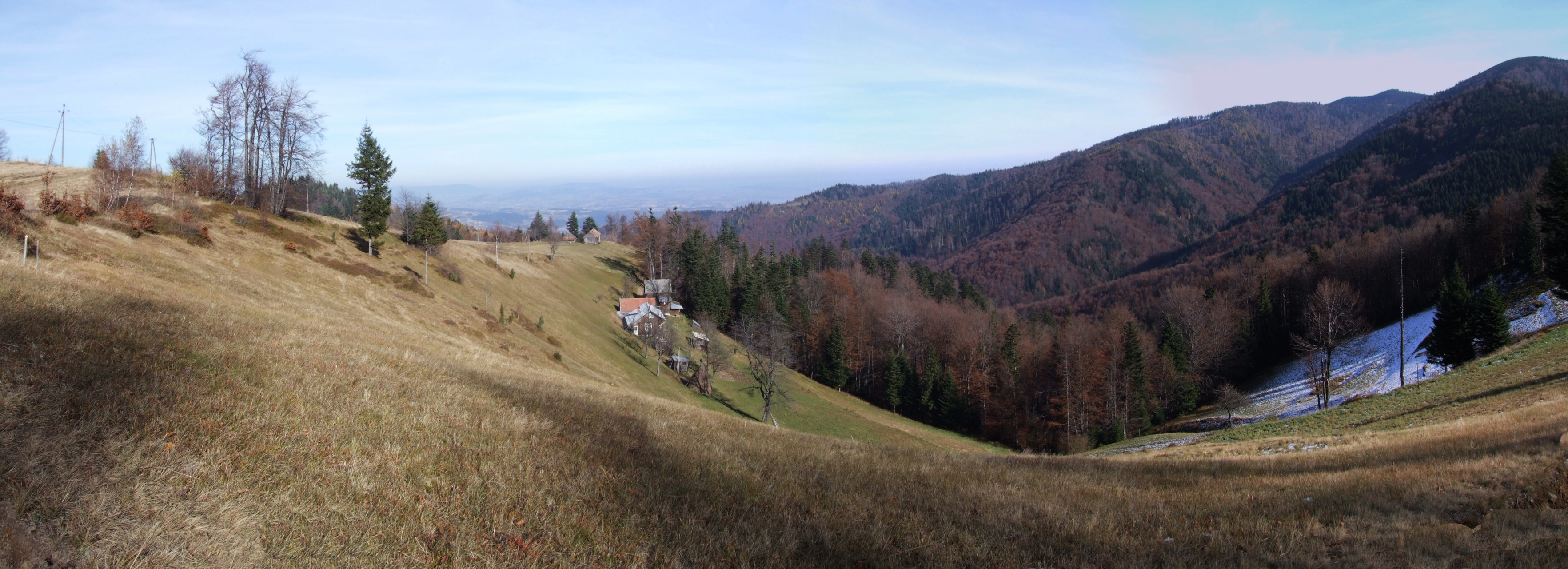
Osiedle Bukowina na Herślowej Polanie

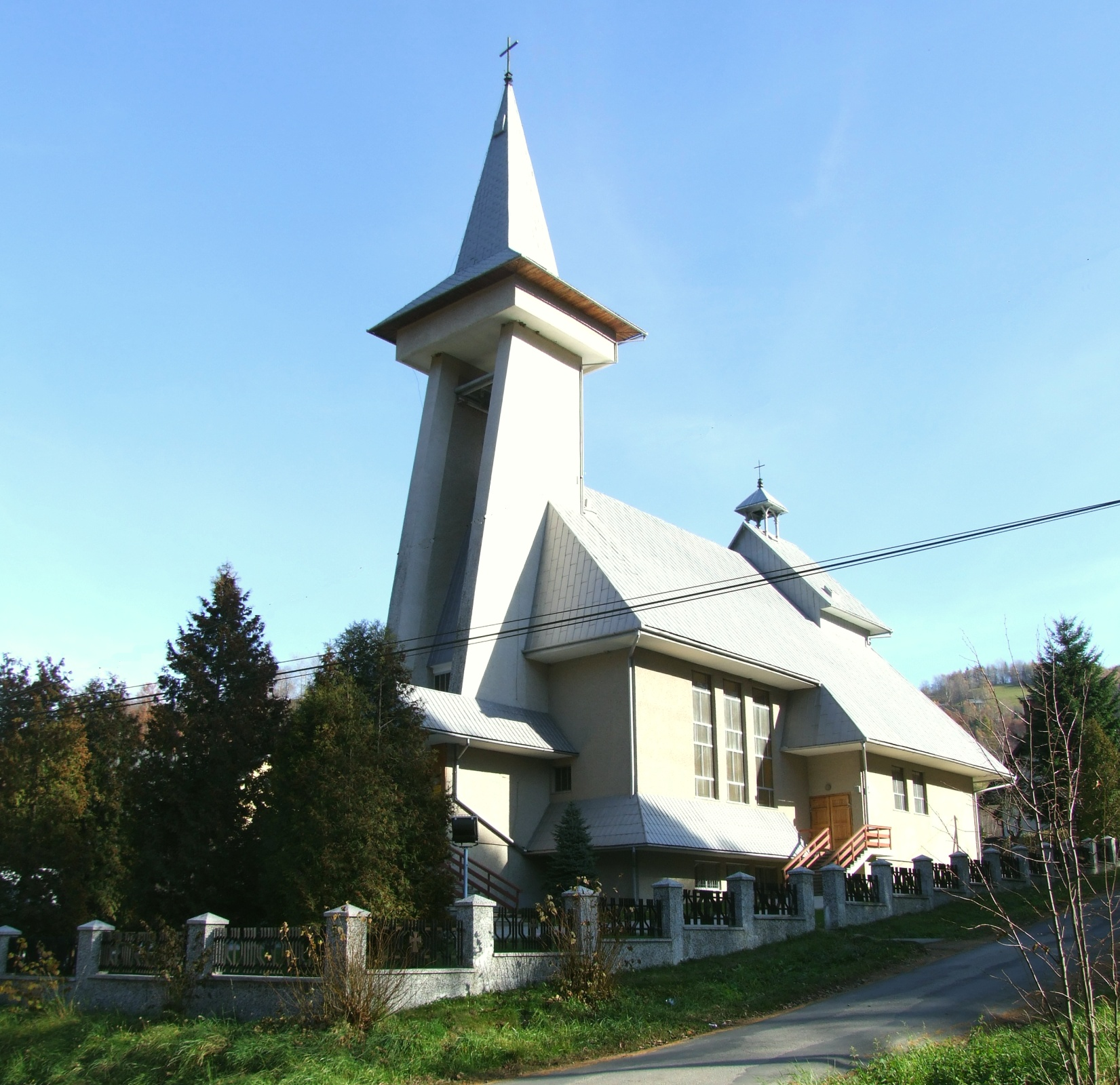
Kościół w Obidzy

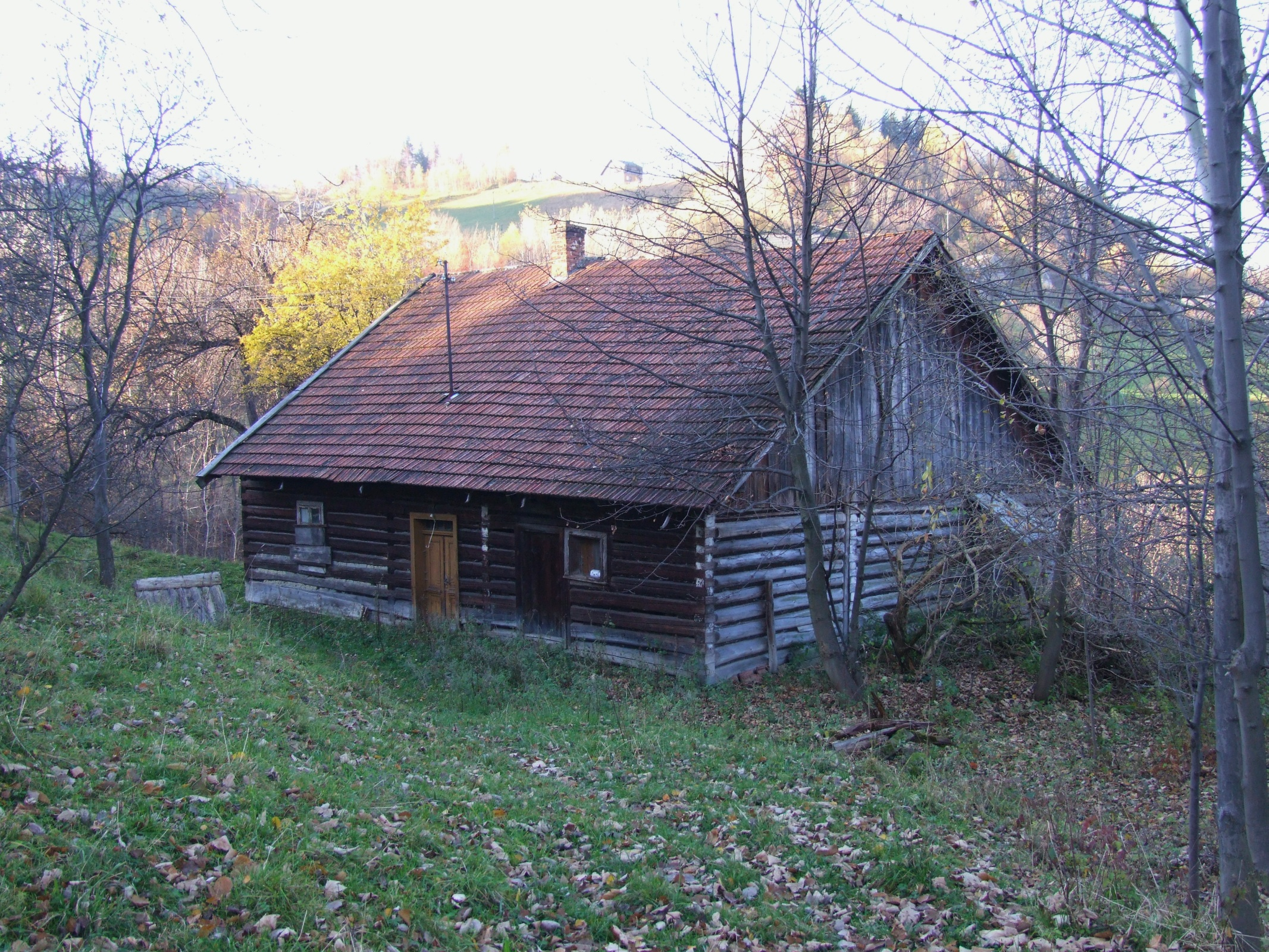
Opuszczony dom na Kitówce

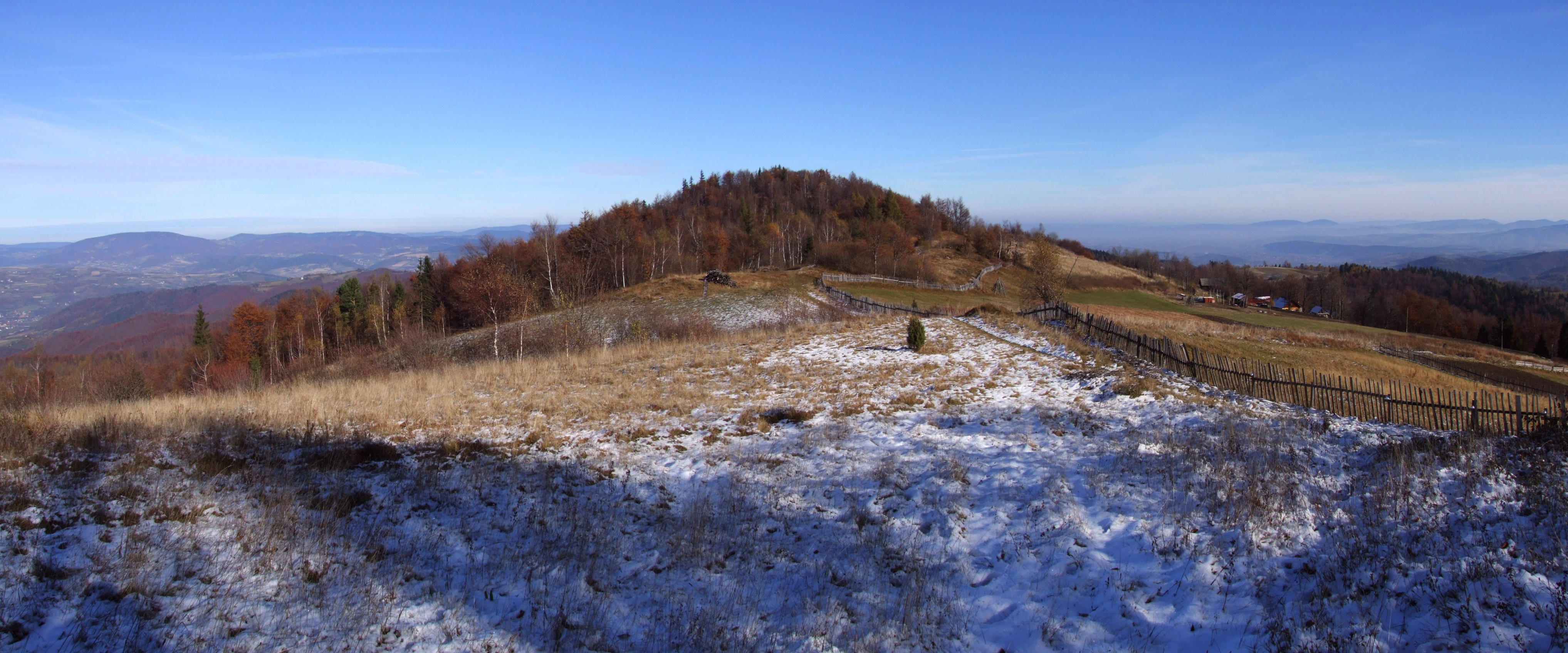
Osiedle Wielga pod Koziarzem

Obidza – wieś w Polsce, położona w województwie małopolskim, w powiecie nowosądeckim, w gminie Łącko.
W latach 1975–1998 wieś administracyjnie należała do województwa nowosądeckiego.

## Położenie geograficzne
Obidza znajduje się w Paśmie Radziejowej Beskidu Sądeckiego. Liczne osiedla Obidzy położone są w dolinie Obidzkiego Potoku i jego dopływów, oraz na stokach kilku grzbietów górskich. Od zachodu i południa zabudowania i pola uprawne Obidzy podchodzą pod główny grzbiet Pasma Radziejowej biegnący od Koziarza przez Jaworzynkę, Błyszcz, przełęcz Złotne, Dzwonkówkę, przełęcz Przysłop, Kubę, Rokitę do stoków Skałki, od wschodniej strony po grzbiet biegnący od Skałki w północnym kierunku przez Jasiennik i Będzikówkę. Od północnej strony naturalną granicę miejscowości tworzy Dunajec. Od Rokity w północnym kierunku, poprzez Bucznik do wideł Obidzkiego Potoku i Majdańskiego Potoku opada w północnym kierunku boczny grzbiet, na którym również znajdują się zabudowania i polany Obidzy.

## Integralne części wsi
| części wsi | Babiki, Bielowa, Buciarka, Bucznik, Bukowina, Bukowy Potok, Cerchla, Chałupina, Chudobówka, Czajki, Do Błasiaków, Do Dziadosza, Do Florków, Do Kołodzieja, Do Krzysia, Do Pogwizdów, Dychały, Dziadki, Dział, Faltynówka, Gałyse, Grabka, Grodkówka, Jastrzębówka, Jurówka, Kitówka, Krakówka, Krótka, Krupówki, Kulas, Lemierzyska, Ligasówka, Madziary, Majdan, Majerz, Marasiówka, Młyn, Mościska, Na Łąkę, Na Świniarki, Nowa Wieś, Ogrodzisko, Opalanka, Piaski, Place, Poboiska, Pod Bukowiną, Podgrabka, Podsiadówka, Podwilcze, Pogwizdówka, Pomietły, Popardówka, Rokita, Sajdaki, Smalarkówka, Stefany, Stos, Suche, Średniak, Talapówka, Tobiaszówka, Tocie, Wajdy, Walkowiec, Warzechy, Wdżar, Wiele, Wielga, Wilcze, Wilczy Dół, Wyrostki, Wyrwanówka, Zagóra, Zagrody Niżne, Zagrody Wyżne, Zarębek, Za Rzeką, Zatracz, Złotne |

## Historia
Historia miejscowości jest trudna do odtworzenia. Historycy przypuszczają, że pierwszymi osadnikami byli pasterze, którzy pojawili się tutaj około XIII–XIV wieku. Zajmowali oni pod pasterstwo grzbiety wzniesień. Teren miejscowości Obidza należał wówczas do Klarysek starosądeckich (XIII – XVII w.). W XVII wieku stał się własnością rodu Lubomirskich i częściowo Stadnickich. Zasadniczy jednak rozwój miejscowości Obidza i sąsiedniej Brzyny zaczął się w XVI wieku i związany jest z hutami szkła należącymi do właścicieli dóbr jazowskich. Produkcja szkła wymagała dużej ilości drewna. W celu jego pozyskania zakładano osiedla głęboko w górach. Około połowy XIX wieku, gdy wybudowano linie kolejowe i rozwiązano problem transportu na większe odległości szkła i surowców do jego produkcji, wytop szkła w małych hutach stał się nieopłacalny i w Obidzy i Brzynie zaprzestano jego produkcji. Nadal jednak miejscowa ludność utrzymywała się z pozyskiwania drewna w lesie. Było ono potrzebne m.in. dla fabryki mebli w Jazowsku. Nie wystarczało to jednak do utrzymania ciągle zwiększającej się liczby mieszkańców. Na wyrębach powstawały więc pastwiska, część z nich zaorywano dla potrzeb rolnictwa. Warunki nie sprzyjają tutaj rolnictwu; większa część miejscowości bowiem to strome tereny położone wysoko na północnych, chłodniejszych stokach Pasma Radziejowej. Mimo to ludzie jeszcze w 2010 gospodarzą tutaj wysoko w górach, na polanach oddalonych od centrum wsi z kiepską drogą dojazdową.
W czasie II wojny światowej ukryte w lasach osiedla Obidzy były naturalną bazą partyzantów. Mieszkańcy osiedla Przysłop zapłacili za to wielką cenę. Niemcy zabili tutaj łącznie 11 osób, w tym 5 partyzantów. Tragedię tę upamiętnia pomnik partyzantów oraz Kaplica na Przysłopie wybudowana w miejscu, gdzie Niemcy spalili wraz z domem ciała 6 mieszkańców Przysłopu.

## Osiedla Obidzy
Niektóre z tych osiedli (integralnych części wsi) są już historyczne, zostały bowiem opuszczone z powodu trudnych warunków bytowych, dużego oddalenia od centrum miejscowości i nieopłacalności uprawy rolnej w trudnych, górskich warunkach. Pozostały domy, do których czasami przyjeżdżają ich właściciele, ale po niektórych osiedlach nie ma już śladu (np. Krótka). Najbardziej oddalone od centrum Obidzy i dawniej należące do niej osiedle Przysłop połączyło się z równie odległą Szczawnicą.

## Turystyka
Miejscowość o dużym znaczeniu turystycznym. Środowisko naturalne mało zdegradowane, lasy zajmują 44,5% powierzchni miejscowości, a z trawiastych grzbietów wzniesień rozciągają się szerokie widoki. W osiedlu Majdan na Majdańskim Potoku znajduje się Wodospad Wielki o wysokości 6 m. Do zabytków kultury materialnej należy murowana kapliczka z XIX w. oraz 18 zabytkowych zagród i budynków mieszkalnych. Przy Obidzkim Potoku (zaraz powyżej kościoła) dla turystów przygotowano miejsce biwakowe z wiatą, ławkami i stołami. Przez miejscowość przebiega kilka szlaków turystycznych:
 – czerwony Główny Szlak Beskidzki biegnący główną granią Pasma Radziejowej
 – żółty: Łącko – przeprawa promowowa przez Dunajec – Cebulówka – Okrąglica Północna – Koziarz – Przełęcz Złotne – Dzwonkówka
 – zielony gminny: Jazowsko – dolina Obidzkiego Potoku – Przysłop
 – niebieski: Obidza-Zarębki – Bucznik – Rokita – Przysłop
 – zielony: Jazowsko – Obidza – Będzikówka – Skałka – Przehyba

### Ochotnicza Straż Pożarna
Ochotnicza Straż Pożarna w Obidzy działa od 1954 roku i posiada samochody bojowe GBARt 3/24 Mercedes 1222 i Land Rover SLRr.

## Demografia
Ludność na podstawie spisów powszechnych, w 2009, według PESEL.
| Rok    | 1900 | 1921 | 1931 | 2002 |
| Liczba | 188  | 213  | 256  | 286  |

| Zwierzęta | Konie | Bydło | Owce | Świnie |
| Liczba    | 41    | 889   | 499  |        |